# Cal Doctor (Vilassar de Dalt)
Cal Doctor és una obra de Vilassar de Dalt (Maresme) protegida com a Bé Cultural d'Interès Local.

## Descripció
Masia de planta baixa, pis i golfa de tres cossos. Finestra i porta amb brancals de pedra. La coberta és a dues vessants amb el carener perpendicular a la façana principal. La façana té dos rellotges de sol.
A la part de ponent trobem l'era i una cort.

## Història
Aquesta masia correspon, segons tots els indicis, a l'antic mas Morell, edificat dins dels terrenys del domini del castell, que Benet Andreu capbrevà a la segona meitat del segle xvi.
Al segle xviii s'hi instal·laren els Campins, que durant generacions exerciren de metges a Vilassar.